# Campionat del Món de motocròs
El Campionat del Món de motocròs (oficialment: FIM Motocross World Championship), regulat per la FIM, és la màxima competició internacional de motocròs. El campionat es va inaugurar el 1957 com a continuació del Campionat d'Europa que s'havia disputat des del 1952, amb una única categoria de 500cc. El 1962 s'hi va afegir la categoria de 250cc i el 1975 la de 125cc. Aquesta estructura ha anat canviant progressivament d'ençà del 2003, fins a quedar reduïda a dues classes principals (MXGP i MX2), masculines, i una de complementària (WMX), femenina. Tots els Grans Premis del mundial programen dues mànegues de MXGP i dues de MX2, i només alguns en programen dues més de WMX.

## Història
El 26 de juliol de 1947 es va celebrar a Wassenaar, Països Baixos, la primera edició d'un campionat internacional de motocròs reservat a seleccions estatals, el Motocross des Nations. Cinc anys després, el 1952, la FIM instaurà el primer Campionat d'Europa de motocròs per a pilots individuals, obert a motocicletes de fins a 500 cc. El 1957, aquest campionat fou rebatejat com a "Campionat del Món" i, al mateix temps, es creà en paral·lel la primera Copa d'Europa de 250 cc, reservada a motocicletes d'aquesta cilindrada, que es rebatejà com a Campionat d'Europa el 1959 i com a Campionat del Món el 1962. El 1973, la FIM introduí la que acabà esdevenint la tercera cilindrada d'aquest campionat, la de 125 cc, inicialment com a Copa d'Europa (Cup FIM 125) i, d'ençà de 1975, ja com a Campionat del Món.

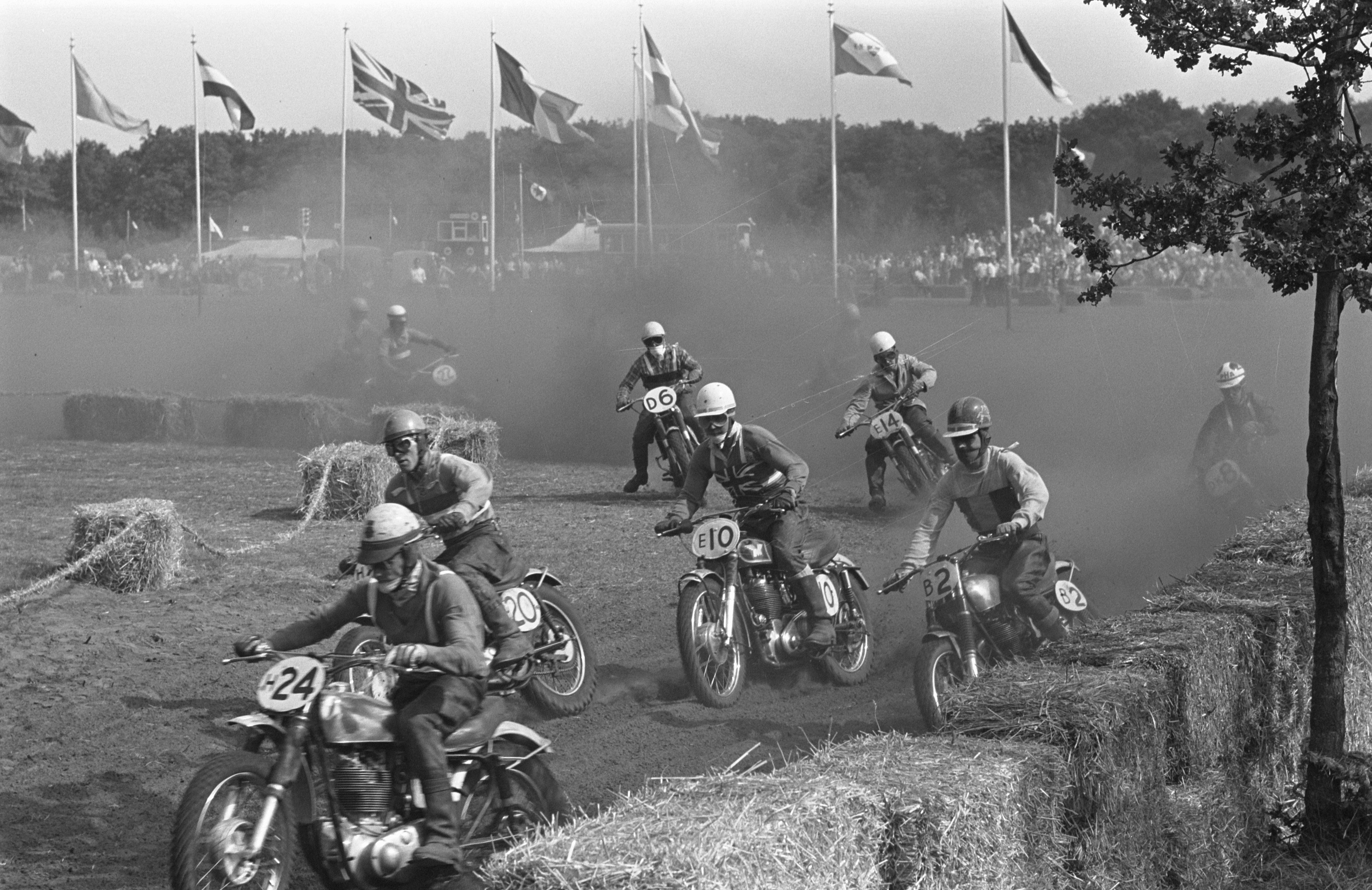
Sortida d'una mànega del GP dels Països Baixos de 500cc de 1959

Tot i tenir rang de campionats del món, les primeres edicions dels mundials de motocròs se seguiren celebrant íntegrament a Europa. No fou fins al 1973 que se'n disputaren els primers Grans Premis en un altre continent (concretament, el de 125cc i el de 500cc, tots dos als Estats Units). El 2018, el Campionat del Món constava de 20 Grans Premis repartits entre març i setembre, un d'ells a l'Argentina, tres a Àsia i la resta a Europa.
Al començament, la cilindrada amb més prestigi internacional era la inicial de 500 cc, coneguda popularment com a la "categoria reina" d'aquest esport. La de 250 cc, coneguda aleshores com a "la petita cilindrada", fou tinguda inicialment per una mena de "segona divisió" del motocròs, tot i que en certs països l'interès per aquesta era molt superior, sobretot en aquells on s'hi fabricaven motocicletes competitives de 250 cc (els països del teló d'acer i Catalunya especialment). Pel que fa als 125 cc, la categoria serví sobretot com a camp d'aprenentatge per als més joves, tot i que alguns campions més experimentats també hi varen competir. De mica en mica, l'interès de marques, pilots i públic pels 250 cc va anar creixent fins que, a la dècada del 1990, va acabar esdevenint la més seguida i prenent, doncs, l'apel·latiu familiar de "reina" a la cilindrada de 500 cc. Des d'aleshores, tant els fabricants, com els pilots i el públic en general passaren a esmerçar les seves principals energies en els 250cc.
Al tombant del segle xx, la FIM cedí l'organització del Campionat del Món de motocròs a Youthstream, una societat privada dirigida per Giuseppe Luongo. El 2001, Luongo es vengué els drets acabats d'aconseguir a Dorna, la societat que organitzava el mundial de velocitat. El 2003, Dorna rebatejà la categoria de 500 cc com a 650 cc i la de 250 cc, com a Motocross GP, però foren simplement canvis de nom, sense cap altra variació que l'augment de cilindrada per a la categoria màxima. La gestió de Dorna al capdavant del mundial no acabà de funcionar i, el 2004, l'entitat retrocedí els seus drets a Youthstream. Una de les primeres mesures de Giuseppe Luongo aleshores fou la reformulació total de les tres categories històriques del mundial: les cilindrades de 125, 250 i 500 cc (totes amb motors de dos temps) desaparegueren i, al seu lloc, s'instauraren tres noves categories (o "classes") basades en motors de quatre temps (MX1, MX2 i MX3). La intenció era reflectir els canvis esdevinguts en la tecnologia dels motors, on els dos temps havien pràcticament desaparegut de la producció en sèrie, i a la vegada fer un gest en pro del medi ambient afavorint els motors de quatre temps, menys contaminants que els de dos. No feia gaire, al mundial de velocitat s'hi havia fet un canvi similar en reconvertir l'antiga classe dels 500cc en l'actual MotoGP.
També l'estructura del mundial va canviar: des d'aleshores, als Grans Premis s'hi corrien dues mànegues de les dues categories principals (MX1 i MX2) al mateix dia, mentre que l'altra, MX3, restà segregada i passà a tenir el seu propi calendari, amb Grans Premis específics en dates i circuits diferents. A banda, el 2005 va néixer la Copa del Món de motocròs femení, rebatejada com a Campionat del Món, amb l'acrònim WMX, el 2008. El 2014, la categoria MX1 es rebatejà com a MXGP i es discontinuà la categoria MX3, alhora que es potenciava el mundial femení.
Al gener del 2019 es va comunicar que Infront, empresa líder en drets de televisió i màrqueting, havia comprat Youthstream i obtingut els drets exclusius del Mundial de motocròs fins al 2036. Al febrer del 2020, Infront va canviar el nom de Youthstream, ara de la seva propietat, per Infront Moto Racing . Aquest nou ens, dirigit encara per Giuseppe Luongo, serà qui gestioni en exclusiva els drets internacionals de televisó, màrqueting i promoció de tots els campionats internacionals de motocròs de la FIM: el Campionat del Món, el Motocròs de les Nacions, els mundials femení i Júnior, el mundial de Snowcross, el Campionat d'Europa de motocròs i el Motocròs de les Nacions Europees.

## Fórmules dels motors
La composició de les tres classes vigents a data del 2020 és la següent:
- MXGP: Motors de dos temps fins a 250 cc i motors de quatre temps fins a 450 cc (és la categoria reina del motocròs, on competeixen els principals pilots de l'especialitat).
- MX2: Motors de dos temps fins a 125 cc i motors de quatre temps fins a 250 cc (una mena de categoria d'iniciació, on hi competeixen els joves de fins a 23 anys abans de passar a la superior).[7]
- WMX: Per a dones, amb motocicletes que compleixin els requeriments de la classe MX2.

## Llista de campions

### Primera etapa (1952-2003)
| Edició  | Any  | 500 cc           | 500 cc      | 250 cc             | 250 cc       | 125 cc             | 125 cc      |
| Edició  | Any  | Campió           | Motocicleta | Campió             | Motocicleta  | Campió             | Motocicleta |
| ------- | ---- | ---------------- | ----------- | ------------------ | ------------ | ------------------ | ----------- |
| I       | 1952 | Victor Leloup    | Saroléa     | -                  | -            | -                  | -           |
| II      | 1953 | Auguste Mingels  | FN          | -                  | -            | -                  | -           |
| III     | 1954 | Auguste Mingels  | FN          | -                  | -            | -                  | -           |
| IV      | 1955 | John Draper      | BSA         | -                  | -            | -                  | -           |
| V       | 1956 | Les Archer       | Norton      | -                  | -            | -                  | -           |
|         |      |                  |             |                    |              |                    |             |
| I       | 1957 | Bill Nilsson     | AJS         | Fritz Betzelbacher | Maico        | -                  | -           |
| II      | 1958 | René Baeten      | FN          | Jaromír Čížek      | Jawa         | -                  | -           |
| III     | 1959 | Sten Lundin      | Monark      | Rolf Tibblin       | Husqvarna    | -                  | -           |
| IV      | 1960 | Bill Nilsson     | Husqvarna   | Dave Bickers       | Greeves      | -                  | -           |
| V       | 1961 | Sten Lundin      | Lito        | Dave Bickers       | Greeves      | -                  | -           |
| VI      | 1962 | Rolf Tibblin     | Husqvarna   | Torsten Hallman    | Husqvarna    | -                  | -           |
| VII     | 1963 | Rolf Tibblin     | Husqvarna   | Torsten Hallman    | Husqvarna    | -                  | -           |
| VIII    | 1964 | Jeff Smith       | BSA         | Joël Robert        | ČZ           | -                  | -           |
| IX      | 1965 | Jeff Smith       | BSA         | Víktor Arbékov     | CZ           | -                  | -           |
| X       | 1966 | Paul Friedrichs  | ČZ          | Torsten Hallman    | Husqvarna    | -                  | -           |
| XI      | 1967 | Paul Friedrichs  | CZ          | Torsten Hallman    | Husqvarna    | -                  | -           |
| XII     | 1968 | Paul Friedrichs  | CZ          | Joël Robert        | CZ           | -                  | -           |
| XIII    | 1969 | Bengt Åberg      | Husqvarna   | Joël Robert        | CZ           | -                  | -           |
| XIV     | 1970 | Bengt Åberg      | Husqvarna   | Joël Robert        | Suzuki       | -                  | -           |
| XV      | 1971 | Roger De Coster  | Suzuki      | Joël Robert        | Suzuki       | -                  | -           |
| XVI     | 1972 | Roger De Coster  | Suzuki      | Joël Robert        | Suzuki       | -                  | -           |
| XVII    | 1973 | Roger De Coster  | Suzuki      | Håkan Andersson    | Yamaha       | André Malherbe     | Zündapp     |
| XVIII   | 1974 | Heikki Mikkola   | Husqvarna   | Guennadi Moisséiev | KTM          | André Malherbe     | Zündapp     |
| XIX     | 1975 | Roger De Coster  | Suzuki      | Harry Everts       | Puch         | Gaston Rahier      | Suzuki      |
| XX      | 1976 | Roger De Coster  | Suzuki      | Heikki Mikkola     | Husqvarna    | Gaston Rahier      | Suzuki      |
| XXI     | 1977 | Heikki Mikkola   | Yamaha      | Guennadi Moisséiev | KTM          | Gaston Rahier      | Suzuki      |
| XXII    | 1978 | Heikki Mikkola   | Yamaha      | Guennadi Moisséiev | KTM          | Akira Watanabe     | Suzuki      |
| XXIII   | 1979 | Graham Noyce     | Honda       | Håkan Carlqvist    | Husqvarna    | Harry Everts       | Suzuki      |
| XXIV    | 1980 | André Malherbe   | Honda       | Georges Jobé       | Suzuki       | Harry Everts       | Suzuki      |
| XXV     | 1981 | André Malherbe   | Honda       | Neil Hudson        | Yamaha       | Harry Everts       | Suzuki      |
| XXVI    | 1982 | Brad Lackey      | Suzuki      | Danny LaPorte      | Yamaha       | Eric Geboers       | Suzuki      |
| XXVII   | 1983 | Håkan Carlqvist  | Yamaha      | Georges Jobé       | Suzuki       | Eric Geboers       | Suzuki      |
| XXVIII  | 1984 | André Malherbe   | Honda       | Heinz Kinigadner   | KTM          | Michele Rinaldi    | Suzuki      |
| XXIX    | 1985 | Dave Thorpe      | Honda       | Heinz Kinigadner   | KTM          | Pekka Vehkonen     | Cagiva      |
| XXX     | 1986 | Dave Thorpe      | Honda       | Jacky Vimond       | Yamaha       | David Strijbos     | Cagiva      |
| XXXI    | 1987 | Georges Jobé     | Honda       | Eric Geboers       | Honda        | John van den Berk  | Yamaha      |
| XXXII   | 1988 | Eric Geboers     | Honda       | John van den Berk  | Yamaha       | Jean-Michel Bayle  | Honda       |
| XXXIII  | 1989 | Dave Thorpe      | Honda       | Jean-Michel Bayle  | Honda        | Trampas Parker     | KTM         |
| XXXIV   | 1990 | Eric Geboers     | Honda       | Alessandro Puzar   | Suzuki       | Donny Schmit       | Suzuki      |
| XXXV    | 1991 | Georges Jobé     | Honda       | Trampas Parker     | Honda        | Stefan Everts      | Suzuki      |
| XXXVI   | 1992 | Georges Jobé     | Honda       | Donny Schmit       | Yamaha       | Greg Albertyn      | Honda       |
| XXXVII  | 1993 | Jacky Martens    | Husqvarna   | Greg Albertyn      | Honda        | Pedro Tragter      | Suzuki      |
| XXXVIII | 1994 | Marcus Hansson   | Honda       | Greg Albertyn      | Suzuki       | Bob Moore          | Yamaha      |
| XXXIX   | 1995 | Joël Smets       | Husaberg    | Stefan Everts      | Honda        | Alessandro Puzar   | Honda       |
| XL      | 1996 | Shayne King      | KTM         | Stefan Everts      | Honda        | Sébastien Tortelli | Kawasaki    |
| XLI     | 1997 | Joël Smets       | Husaberg    | Stefan Everts      | Honda        | Alessio Chiodi     | Yamaha      |
| XLII    | 1998 | Joël Smets       | Husaberg    | Sébastien Tortelli | Kawasaki     | Alessio Chiodi     | Husqvarna   |
| XLIII   | 1999 | Andrea Bartolini | Yamaha      | Frédéric Bolley    | Honda        | Alessio Chiodi     | Husqvarna   |
| XLIV    | 2000 | Joël Smets       | KTM         | Frédéric Bolley    | Honda        | Grant Langston     | KTM         |
| XLV     | 2001 | Stefan Everts    | Yamaha      | Mickaël Pichon     | Suzuki       | James Dobb         | KTM         |
| XLVI    | 2002 | Stefan Everts    | Yamaha      | Mickaël Pichon     | Suzuki       | Mickaël Maschio    | Kawasaki    |
|         |      | 650 cc           | 650 cc      | Motocross GP       | Motocross GP | 125 cc             | 125 cc      |
| XLVII   | 2003 | Joël Smets       | KTM         | Stefan Everts      | Yamaha       | Steve Ramon        | KTM         |

### Segona etapa (2004-2013)
| Edició | Any  | MX3              | MX3         | MX1                | MX1         | MX2                | MX2         |
| Edició | Any  | Campió           | Motocicleta | Campió             | Motocicleta | Campió             | Motocicleta |
| ------ | ---- | ---------------- | ----------- | ------------------ | ----------- | ------------------ | ----------- |
| XLVIII | 2004 | Yves Demaria     | KTM         | Stefan Everts      | Yamaha      | Ben Townley        | KTM         |
| XLIX   | 2005 | Sven Breugelmans | KTM         | Stefan Everts      | Yamaha      | Antonio Cairoli    | Yamaha      |
| L      | 2006 | Yves Demaria     | KTM         | Stefan Everts      | Yamaha      | Christophe Pourcel | Kawasaki    |
| LI     | 2007 | Yves Demaria     | Yamaha      | Steve Ramon        | Suzuki      | Antonio Cairoli    | Yamaha      |
| LII    | 2008 | Sven Breugelmans | KTM         | David Philippaerts | Yamaha      | Tyla Rattray       | KTM         |
| LIII   | 2009 | Pierre Renet     | Suzuki      | Antonio Cairoli    | Yamaha      | Marvin Musquin     | KTM         |
| LIV    | 2010 | Carlos Campano   | Yamaha      | Antonio Cairoli    | KTM         | Marvin Musquin     | KTM         |
| LV     | 2011 | Julien Bill      | Honda       | Antonio Cairoli    | KTM         | Ken Roczen         | KTM         |
| LVI    | 2012 | Matthias Walkner | KTM         | Antonio Cairoli    | KTM         | Jeffrey Herlings   | KTM         |
| LVII   | 2013 | Klemen Gercar    | Honda       | Antonio Cairoli    | KTM         | Jeffrey Herlings   | KTM         |

### Tercera etapa (2014-Actualitat)
A 21 de novembre de 2024
| Edició | Any  | MXGP             | MXGP        | MX2              | MX2         |
| Edició | Any  | Campió           | Motocicleta | Campió           | Motocicleta |
| ------ | ---- | ---------------- | ----------- | ---------------- | ----------- |
| LVIII  | 2014 | Antonio Cairoli  | KTM         | Jordi Tixier     | KTM         |
| LIX    | 2015 | Romain Febvre    | Yamaha      | Tim Gajser       | Honda       |
| LX     | 2016 | Tim Gajser       | Honda       | Jeffrey Herlings | KTM         |
| LXI    | 2017 | Antonio Cairoli  | KTM         | Pauls Jonass     | KTM         |
| LXII   | 2018 | Jeffrey Herlings | KTM         | Jorge Prado      | KTM         |
| LXIII  | 2019 | Tim Gajser       | Honda       | Jorge Prado      | KTM         |
| LXIV   | 2020 | Tim Gajser       | Honda       | Tom Vialle       | KTM         |
| LXV    | 2021 | Jeffrey Herlings | KTM         | Maxime Renaux    | Yamaha      |
| LXVI   | 2022 | Tim Gajser       | Honda       | Tom Vialle       | KTM         |
| LXVII  | 2023 | Jorge Prado      | Gas Gas     | Andrea Adamo     | KTM         |
| LXVIII | 2024 | Jorge Prado      | Gas Gas     | Kay de Wolf      | Husqvarna   |

## Estadístiques
A 21 de novembre de 2024

### Campions múltiples

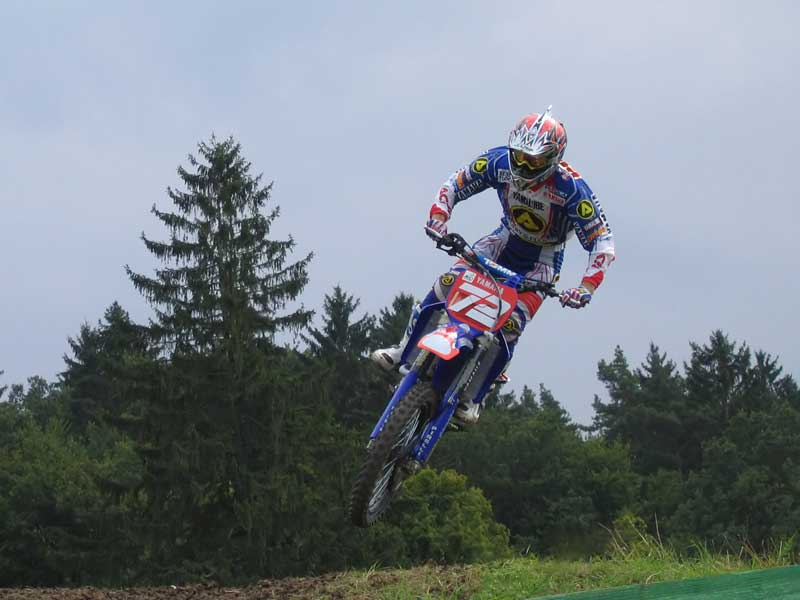
Stefan Everts, el campió amb més títols de la història del campionat

| Pilot              | Títols                                           |
| ------------------ | ------------------------------------------------ |
| Stefan Everts      | 10 (4 x MX1, 2 x 500 cc, 3 x 250 cc, 1 x 125 cc) |
| Antonio Cairoli    | 9 (7 x MX1/MXGP, 2 x MX2)                        |
| Joël Robert        | 6 (6 x 250 cc)                                   |
| Roger De Coster    | 5 (5 x 500 cc)                                   |
| Eric Geboers       | 5 (2 x 500 cc, 1 x 250 cc, 2 x 125 cc)           |
| Georges Jobé       | 5 (3 x 500 cc, 2 x 250 cc)                       |
| Joël Smets         | 5 (4 x 500 cc, 1 x MX3)                          |
| Tim Gajser         | 5 (4 × MXGP, 1 × MX2)                            |
| Jeffrey Herlings   | 5 (2 × MXGP, 3 × MX2)                            |
| Harry Everts       | 4 (1 x 250 cc, 3 x 125 cc)                       |
| Torsten Hallman    | 4 (4 x 250 cc)                                   |
| Heikki Mikkola     | 4 (3 x 500 cc, 1 x 250 cc)                       |
| Jorge Prado        | 4 (2 x MXGP, 2 × MX2)                            |
| Greg Albertyn      | 3 (2 x 250 cc, 1 x 125 cc)                       |
| Alessio Chiodi     | 3 (3 x 125 cc)                                   |
| Yves Demaria       | 3 (3 x MX3)                                      |
| Paul Friedrichs    | 3 (3 x 500 cc)                                   |
| André Malherbe     | 3 (3 x 500 cc) +2 Campionats d'Europa 125 cc     |
| Guennadi Moisséiev | 3 (3 x 250 cc)                                   |
| Gaston Rahier      | 3 (3 x 125 cc)                                   |
| Dave Thorpe        | 3 (3 x 500 cc)                                   |
| Bengt Åberg        | 2 (2 x 500 cc)                                   |
| Jean-Michel Bayle  | 2 (1 x 250 cc, 1 x 125 cc)                       |
| John Van den Berk  | 2 (1 x 250 cc, 1 x 125 cc)                       |
| Frédéric Bolley    | 2 (2 x 250 cc)                                   |
| Sven Breugelmans   | 2 (2 x MX3)                                      |
| Håkan Carlqvist    | 2 (1 x 500 cc, 1 x 250 cc)                       |
| Heinz Kinigadner   | 2 (2 x 250 cc)                                   |
| Sten Lundin        | 2 (2 x 500 cc)                                   |
| Bill Nilsson       | 2 (2 x 500 cc)                                   |
| Trampas Parker     | 2 (1 x 250 cc, 1 x 125 cc)                       |
| Mickaël Pichon     | 2 (2 x 250 cc)                                   |
| Alessandro Puzar   | 2 (1 x 250 cc, 1 x 125 cc)                       |
| Steve Ramon        | 2 (1 x MX1, 1 x MX2)                             |
| Donny Schmit       | 2 (1 x 250 cc, 1 x 125 cc)                       |
| Jeff Smith         | 2 (2 x 500 cc)                                   |
| Rolf Tibblin       | 2 (2 x 500 cc) +1 Campionat d'Europa 250 cc      |
| Sébastien Tortelli | 2 (1 x 250 cc, 1 x 125 cc)                       |
| Tom Vialle         | 2 (2 x MX2)                                      |
| Marvin Musquin     | 2 (2 x MX2)                                      |
| Auguste Mingels    | 2 (2 x 500cc)                                    |
| Dave Bickers       | 2 (2 x 250cc)                                    |

### Títols per nacionalitat
Campionat d'Europa
| País           | 500cc | 250cc | 125cc | Total |
| -------------- | ----- | ----- | ----- | ----- |
| Bèlgica        | 3     |       | 2     | 5     |
| Regne Unit     | 2     | 2     |       | 4     |
| RFA            |       | 1     |       | 1     |
| Txecoslovàquia |       | 1     |       | 1     |
| Suècia         |       | 1     |       | 1     |
| Totals         | 5     | 5     | 2     | 12    |

Campionat del Món
| País           | 500cc/MX3 | 250cc/MXGP | 125cc/MX2 | Total |
| -------------- | --------- | ---------- | --------- | ----- |
| Bèlgica        | 24        | 18         | 10        | 52    |
| França         | 4         | 8          | 10        | 22    |
| Itàlia         | 1         | 9          | 7         | 17    |
| Suècia         | 10        | 6          |           | 16    |
| Països Baixos  |           | 3          | 6         | 9     |
| Regne Unit     | 6         | 1          | 1         | 8     |
| Estats Units   | 1         | 3          | 3         | 7     |
| Eslovènia      | 1         | 4          | 1         | 6     |
| Finlàndia      | 3         | 1          | 1         | 5     |
| Sud-àfrica     |           | 2          | 3         | 5     |
| Espanya        | 2         | 1          | 2         | 5     |
| Alemanya       | 3         |            | 1         | 4     |
| Unió Soviètica |           | 4          |           | 4     |
| Àustria        | 1         | 2          |           | 3     |
| Nova Zelanda   | 1         |            | 1         | 2     |
| Japó           |           |            | 1         | 1     |
| Letònia        |           |            | 1         | 1     |
| Suïssa         | 1         |            |           | 1     |
| Totals         | 57        | 63         | 50        | 170   |

Notes
1. ↑  Anomenada MX1 fins al 2013
2. ↑  S'hi compten els aconseguits per pilots de l'antiga RDA.